# Choralis Fourmies Féminine
La Choralis Fourmies Féminine ist ein Straßenradrennen im Frauenradsport in Frankreich.
Das Eintagesrennen wurde erstmals im Jahr 2019 ausgetragen. Es wird vom Organisator des Grand Prix de Fourmies ausgerichtet und findet am selben Tag wie das Männerrennen statt. Wie beim Männerrennen führt die Strecke in mehreren unterschiedlichen Runden rund um die französische Gemeinde Fourmies im Département Nord an der Grenze zu Belgien. Zunächst in die Kategorie 1.2 eingestuft, gehört das Rennen seit der Saison 2024 zur Kategorie 1.1.

## Palmarès
| Jahr | Sieger          | Zweiter            | Dritter                   |          |
| ---- | --------------- | ------------------ | ------------------------- | -------- |
| 2019 | Nguyễn Thị Thật | Kaat Hannes        | Pascale Jeuland-Tranchant |          |
| 2020 | abgesagt        | abgesagt           | abgesagt                  | abgesagt |
| 2021 | Pfeiffer Georgi | Rachel Neylan      | Silvia Zanardi            |          |
| 2022 | Clara Copponi   | Valentina Basilico | Maria Martins             |          |
| 2023 | Marta Lach      | Sofie van Rooijen  | Marthe Truyen             |          |
| 2024 | Silvia Zanardi  | Cat Ferguson       | Martina Alzini            |          |
| 2025 |                 |                    |                           |          |